# Miura Tamaki

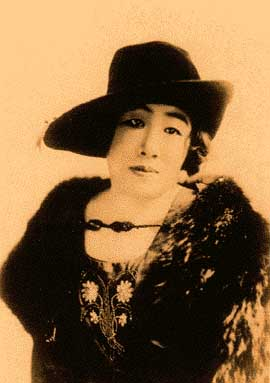
Tamaki Miura

Miura Tamaki (japanisch 三浦 環, wirklicher Name: Shibata Tamaki 柴田 環; geboren 25. Februar 1884 in Kyōbashi in Tokio; gestorben 26. Mai 1946 in der Präfektur Tokio) war eine japanische Opernsängerin in der Stimmlage Sopran. Als Opernsängerin war sie bekannt für ihre Rolle in Puccinis Madama Butterfly, wodurch sie als eine der ersten japanischen Sopranistinnen internationales Renommee erzielte.

## Leben und Wirken

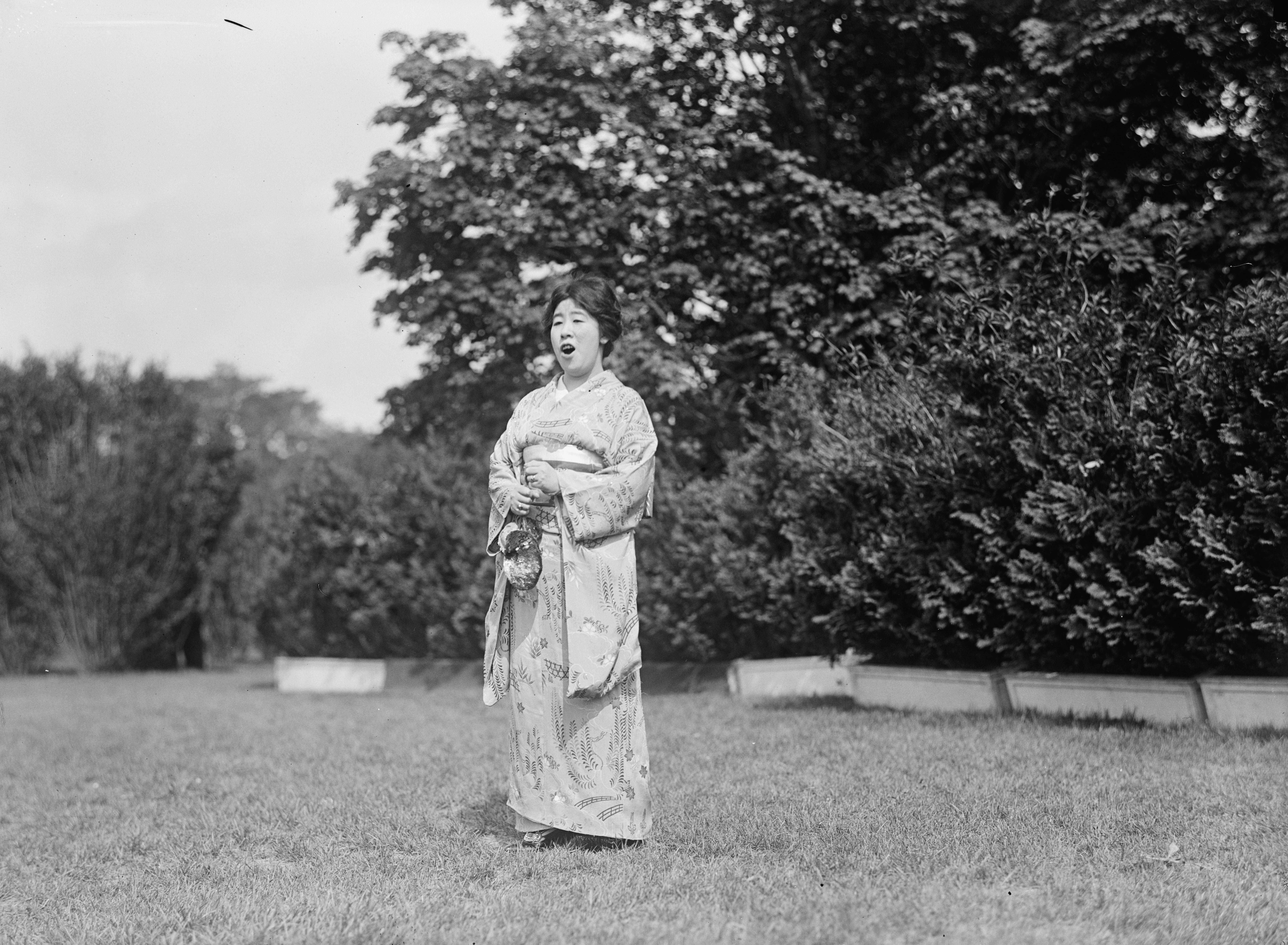
Miura, 1917

Statue von Tamaki Miura im Glover Garten, Nagasaki in der Nähe der Bronzestatue von Puccini

Tamaki wurde 1884 als älteste Tochter des aus Asahina (heute: Omaezaki) in der Präfektur Shizuoka stammenden Mōho Shibata und von der aus Ozawa (heute: Kikugawa) stammenden Towa Shibata (geborene Nagata) in Tokio geboren. Mit bereits drei Jahren wurde sie im klassischen japanischen Tanz unterrichtet; mit sechs Jahren erhielt sie Unterricht in Gesang und dem Koto-Spiel. Sie besuchte die Toramon Tokio Jogakukan (虎ノ門の東京女学館に入学) und nahm Musikunterricht bei Chika Sugiura. Auf Anraten ihres Vaters heiratete sie um 1900 den Militärarzt Fujii Zen'ichi; die Ehe wurde 1907 wieder geschieden. Von 1900 an studierte Tamaki dann an der Musikhochschule Tokio (heute die Universität der Künste Tokio). Sie studierte Klavier bei Rentarō Taki, Gesang bei Nobu Kōda und Violine bei August Junker.
Noch während ihres Studiums wirkte sie 1903 in der Konzerthalle Sōgakudō (奏楽堂) an der ersten von Japanern aufgeführten Oper Orfeo ed Euridice von Christoph Willibald Gluck mit. Nach ihrem Abschluss an der Musikhochschule 1904 begann sie zunächst als Assistentin, später als Professorin Gesang zu unterrichten. Eine ihrer Schülerinnen war die Sopranistin Toshiko Sekiya.
Ihr Debüt gab Tamaki 1911 im Kaiserlichen Theater in Tokio. Sie trieb ihre Karriere als Primadonna durch die ersten Schallplattenaufnahmen in Japan mit Opern wie Cavalleria rusticana voran und nahm weiterhin Unterricht beim italienischen Tenor Adolfo Sarcoli.
1913 heiratete sie ein zweites Mal, den Arzt Shōtarō Miura, mit dem sie 1914 nach Berlin reiste. Als der Erste Weltkrieg ausbrach, gingen die beiden nach London. 1915 gab Tamaki ein erfolgreiches Debüt in London und reiste noch im gleichen Jahr nach Boston, wo sie zum ersten Mal in Madame Butterfly sang. Danach sang sie die Madame Butterfly und in Mascagnis Oper Iris in New York, San Francisco und Chicago. Damit war Tamaki die erste Japanerin, die im Metropolitan Opera House auftrat. Nach diesen Erfolgen kehrte sie nach London zurück und trat gemeinsam mit dem Opern-Ensemble von Thomas Beecham auf. Von London aus brach sie erneut nach Amerika auf, wo sie in Madame Butterfly und in der Oper Madame Chrysanthème von André Messager sang. Da das Publikum Messagers Oper für eine Bearbeitung von Madame Butterfly hielt, fiel die Oper bei der Kritik jedoch durch.
1920 sang Tamaki in den großen europäischen Opernhäusern von Monte Carlo, Barcelona, Florenz, Rom, Mailand und Neapel. 1922 kehrte sie mit einem Zwischenstopp in Nagasaki nach Hause zurück. Nach einigen Plattenaufnahmen sang Tamaki 1924 erneut in Amerika, dieses Mal zusammen mit dem San Carlo Opern-Ensemble und 1935 in Palermo auf Sizilien. Danach beschloss sie dauerhaft nach Japan zurückzukehren. 1936 trat sie an zwei Tagen im Kabukiza auf und tourte mit Madame Butterfly durch Japan. Zunächst sang sie die Oper im italienischen Original, später auch in einer von ihr angefertigten japanischen Textfassung. Von 1944 an war Tamaki in Yamanakako in der Präfektur Yamagata evakuiert, wo sie Kindern Gesangsunterricht gab.
Unmittelbar nach Kriegsende begann Tamaki 1945 in der Tokyo Metropolitan Hibiya Public Hall (日比谷公会堂) mit Schuberts Liederzyklus Winterreise wieder aufzutreten. 1945 jedoch wurde sie sichtbar geschwächt ins Krankenhaus eingeliefert, wo Blasenkrebs diagnostiziert wurde. Trotz ihrer Erkrankung trat sie im März noch mit dem Liederzyklus Die schöne Müllerin auf. 1946 musste Tamaki erneut ins Krankenhaus, wo sich ihr Zustand schnell verschlechterte, sodass sie am 26. Mai im Alter von 57 Jahren starb. Am 6. Juni fand eine Gedenkfeier mit Konzert statt, an der u. a. die Sängerin und Schauspielerin Geraldine Farrar und der Tenor Giovanni Martinelli teilnahmen. Da Tamaki schon zu Lebzeiten verfügte, an einem See mit Blick auf den Fuji ihre letzte Ruhe finden zu wollen, wurde sie bei ihrer Mutter am Ostufer des Yamanaka-Sees auf dem Gelände des Jutoku-ji beigesetzt. Zu Erinnerung hängen im Museo Villa Puccini in Torre del Lago und in der Oper in Rom Bilder von Tamaki Miura.

## Diskographie
- 1974 Nihon kayō-shi natsukashi no uta no arubamu (日本歌謡史　懐しの歌のアルバム), Columbia
- 1979  Tamaki Miura – Madama Butterfly (Act 2), His Masters Voice
- 2004  Tamaki Miura – Madama Butterfly: Un Bel Dì Vedremo, Fono Enterprise[3]

Außerdem übersetzte Tamaki das Melodram von David Belascos, auf dem die Oper Madama Butterfly beruht.